# کازونگ پولسکی
کازونگ پولسکی (به لهستانی:  Kazuń Polski) یک روستا در لهستان است که در گمینا چوسنوو واقع شده‌است.
 کازونگ پولسکی  ۴۵۰ نفر جمعیت دارد.